# Nonsuch
Nonsuch (1992) è il decimo album degli XTC.

## Il disco
Decimo disco della band di Swindon (terzo disco doppio), pubblicato il 27 aprile 1992, raggiunge il 97º posto nelle classifiche statunitensi (Billboard album chart) e il 1° nella classifica degli album alternativi dei college americani di Rolling Stone.

## Tracce
Testi e musiche di Andy Partridge, eccetto dove indicato.
Lato A
1. The Ballad of Peter Pumpkinhead – 5:00
2. My Bird Performs – 3:51 (Colin Moulding)
3. Dear Madam Barnum – 2:53
4. Humble Daisy – 3:39
5. The Smartest Monkeys – 4:18 (Moulding)

Lato B
1. The Disappointed – 3:23
2. Holly Up on Poppy – 3:04
3. Crocodile – 3:56
4. Rook – 3:47

Lato C
1. Omnibus – 3:20
2. That Wave – 3:33
3. Then She Appeared – 3:52
4. War Dance – 3:22 (Moulding)

Lato D
1. Wrapped in Grey – 3:46
2. The Ugly Underneath – 3:56
3. Bungalow – 2:49 (Moulding)
4. Books Are Burning – 4:52

## Formazione
Gruppo
- Andy Partridge – voce, chitarra elettrica, chitarra folk, armonica a bocca, tamburello, percussioni, programmazione tastiere, shaker
- Colin Moulding – voce, basso, chitarra elettrica, chitarra folk
- Dave Gregory – chitarra elettrica, chitarra elettrica 12 corde, chitarra folk, pianoforte, sintetizzatore, organo Hammond, campane, cori

Altri musicisti
- Dave Mattacks – batteria, tamburello, campionamenti, shaker, percussioni
- Gus Dudgeon – cori, tamburello, percussioni
- Guy Barker – ottoni
- Rose Hull – violoncello
- Stuart Gordon – violino
- Gina Griffin – violino
- Neville Farmer – cori